# Tutecotzimit
Tutecotzimit fue, según los cronistas Francisco Antonio de Fuentes y Guzmán y Domingo Juarros, un gobernante  del Señorío de Cuzcatlán (gran parte del occidente y centro de El Salvador). El cual gobernó antes de la conquista española y asumió el trono después de haber sido derrocado por Cuachimichin (su antecesor en el trono pipil que fue el primero en ser electo por el Tatoque o consejo para gobernar de por vida en lugar de forma temporal, como sus predecesores).

## Transcripción y etimología
Tutecotzimit está transcrito de la forma más similarmente posible al español, su forma en pipil, sin traducir al español, sería Tutekutzimit que proviene de: Tu-, «nuestro»; Téku, «señor» (formando estos dos términos la expresión Tutéku, «nuestro señor», el cual era un título honorífico de gobernante); y Tzimit, el cual es un acortamiento de Tzitzimit que era el nombre de unos temidos seres sobrenaturales.

## Biografía
Según Guxmán y Juarros, Tutecotzimit instauró la monarquía hereditaria en el Señorío de Cuzcatlán, al hacer varias reformas en el gobierno, tales como:
- La creación de un Tatoque o Consejo de ocho personas de la nobleza afines a su familia. A los cuales encargo tareas del gobierno, tales como: examinar y elegir al sucesor al trono.
- Bajo los tributos e hizo leyes sobre la sucesión del trono y leyes de carácter judicial.
- Eligió algunos de los Pilguanzimit (este nombre está escrito de forma más parecida al español, su forma en nahuat sería Pilwantzimit proviene de: Pil o Piltzin, muchacho o hijo; wan, partícula que combinada con Piltzin lo convierte en plural formando la palabra Pilwan o Pilawan (que significa: hijos de); y Tzimit, nombre del gobernante; siendo su significado completo: hijos de Tzimit) para ocupar las posiciones más importantes dentro del ejército, siendo su hijo mayor (probablemente Tonaltut) nombrado como Cihuakúat (cuya función era la de comandante del ejército) y como sucesor al trono; y a otros cuatro como los cuatro miembros del Tatoque que estaban encargados de asistirle sobre todo lo relacionado con la milicia.

Guzmán y Jarros mencionan que tras haber sido raptadas unas princesas quiches por los tzutujiles (gobernados en ese entonces por el Ahtziquinayha (título del gobernante del señorío zutuhil) Voo Caok); los quiches (liderados por el Ahpop (título del gobernante quiche) Tekum) se aliaron con los cakchiqueles (gobernados por el Ahpop Sotz'il (título del gobernante Cakchiquel) Oxlahuh-Tz'i) y le declararon la guerra a los tzutujiles, los cuales se aliaron con los mames y los pipiles, iniciando está guerra aproximadamente en el año 1485 probablemente durante el reinado de Tutecotzimit.
Según Guzmán no puede evitar que al ser expulsados los pochtecas mexicas (enviados por el Huey Tlahtoani de Tenochtitlan Ahuitzotl) de Gumarcaaj (capital de los quiches) e Iximche (capital de los cakchiqueles) estos los presionaran más en la guerra; lo que probablemente indique que Tutecotzimit murió poco antes o en el momento de la llegada de los pochtecas mexicas a esas ciudades en 1501 siendo sucedido por Tonaltut.